# Přílepy (kraj środkowoczeski)
Přílepy – miejscowość i gmina (obec) w Czechach, w kraju środkowoczeskim, w powiecie Rakovník. W 2022 roku liczyła 227 mieszkańców.